# Новоолександрівка (Красноріченська селищна громада)
Новоолекса́ндрівка — село в Україні, у Красноріченській селищній громаді Сватівського району Луганської області. Населення становить 538 осіб. Орган місцевого самоврядування — Красноріченська селищна громада.

## Географія
У селі річки Балка Корячкова та Балка Гракова впадають у річку Красну.

## Історія
Село постраждало внаслідок геноциду українського народу, вчиненого урядом СССР у 1932—1933 роках, кількість встановлених жертв — не менше 8 людей.

## Також
- Перелік населених пунктів, що постраждали від Голодомору 1932-1933, Луганська область